# Balichak
Balichak is een census town in het district Paschim Medinipur van de Indiase staat West-Bengalen.

## Demografie
Volgens de Indiase volkstelling van 2001 wonen er 12.206 mensen in Balichak, waarvan 50% mannelijk en 50% vrouwelijk is. De plaats heeft een alfabetiseringsgraad van 71%.